# Mariane (esposa de Herodes de Cálcis)
Mariane foi uma neta de Herodes, o Grande, filha de dois primos, e que se casou com um primo, Herodes de Cálcis. Seu filho reinou em Cálcis e na Arménia Menor.

## Família
Mariane era filha de Olímpia e José, que eram primos. Olímpia, sua mãe, era filha de Herodes, o Grande e a samaritana Maltace. José, seu pai, era filho de José, irmão de Herodes; Herodes e José eram filhos de Cipros e Antípatro.

## Casamento e filhos
Seu marido, Herodes de Cálcis, era filho de Aristóbulo e Berenice; ele era neto, por parte de pai, de Herodes e Mariane, a neta de Hircano e, por parte de mãe, de Costóbaro e Salomé, irmã de Herodes.
Mariane e Herodes de Cálcis foram os pais de Aristóbulo.
Aristóbulo, filho de Mariane, foi o segundo marido de Salomé, a dançarina, que não teve filhos de seu casamento anterior com Filipe, o tetrarca da Traconítia. Aristóbulo e Salomé tiveram três filhos, chamados Herodes, Agripa e Aristóbulo.